# Оганесян, Татевик Норайровна
Татевик Норайровна Оганесян (арм. Տաթևիկ Նորայրի Հովհաննիսյան; 3 июня 1955, Ереван, Армения) — джазовая певица, вокалистка. В 70—80-х годах XX века добилась признания как лучшая исполнительница джазовых стандартов, выступив на нескольких крупных джазовых фестивалях. «Элла из Еревана» или «Леди Джаз Советского союза» — так называли Татевик Оганесян, появившуюся на джазовой сцене СССР. Татевик — редкий пример востребованной джазовой певицы СССР на мировом джазовом рынке.

## Биография
Родилась в семье музыкантов, в детстве исполняла армянские народные песни, увлеклась джазом, прослушав коллекцию пластинок брата — академического скрипача.
В 1966 выступала с джаз-оркестром Армянского радио.
В 1974 году окончила дирижерско-хоровое отделение Музыкального училища им. Меликяна.
В 1974—1978 исполняла джаз в Государственном эстрадном оркестре Армении Константина Орбеляна (в 1976 выступила на джазовом фестивале в Белграде).
После 1977 года подготовила несколько джазовых программ с ансамблями Игоря Бриля, Тийта Паулуса, Гунарса Розенберга, с пианистом Микаэлом Закаряном. В 1987 г. был снят документальный фильм «Диалоги» с участием группы «Поп-механика» под руководством Сергея Курёхина, Татевик Оганесян и других.
В 1991 году эмигрировала в США, а в конце XX века начала концертировать в Америке и Европе под именем Datevik.